# Akhisar Belediye Gençlik ve Spor
L'Akhisar Belediye Gençlik ve Spor Kulübü, nota come Akhisar Belediyespor, è una società calcistica turca con sede nella città di Akhisar. Milita in TFF 3. Lig, la quarta serie del campionato turco di calcio.
Fondato nel 1970, il club gioca le partite in casa allo stadio Spor Toto Akhisar. I colori sociali sono il nero ed il verde. Il club vive accese rivalità con Turgutluspor e Manisaspor. Ha vinto la Coppa di Turchia nel 2017-2018 e la Supercoppa di Turchia nel 2018 e ha perso la finale di Coppa di Turchia nel 2018-2019.

## Storia
L'Akhisar Belediyespor fu fondato nel 1970 dalla fusione di tre club, il Güneşspor, il Gençlikspor e il Doğanspor di Manisa. Yılmaz Atabarut fu il fondatore e il primo presidente dell Akhisar Belediyespor.
La squadra militò nei campionati dilettantistici turchi fino al 1984, quando fu promosso in TFF 3. Lig, la quarta serie del campionato turco. Dieci anni dopo, nel 1994, retrocesse nuovamente nei campionati amatoriali, dove rimase una stagione. Nel 1995 l'Akhisar Belediyespor riguadagnò la promozione in quarta serie. Nel 2007-2008 ottenne la promozione in terza serie e nel 2009-2010 la promozione in seconda serie. Dopo la salvezza del 2010-2011, l'ascesa proseguì nel 2011-2012 con la vittoria del campionato e la conseguente promozione in Süper Lig, la massima serie del campionato turco.
Grazie ad un organico rinforzato da Bruno Mezenga, Çağdaş Atan e Ibrahima Sonk, nella stagione di debutto in massima divisione il club guadagnò la salvezza con il quattordicesimo posto, grazie anche ai 12 gol dell'attaccante greco Theofanis Gekas, approdato all'Akhisar Belediye nel gennaio 2013. Dopo due altre salvezze ottenute in posizioni più alte (10º e 12º posto), la squadra si piazzò ottava nel 2015-2016, settima nel 2016-2017 e undicesima nel 2017-2018, annata in cui mise in bacheca il primo trofeo, la Coppa di Turchia, battendo per 3-2 in finale il Fenerbahçe a Diyarbakır.
Nel 2018 la squadra si aggiudicò anche la Supercoppa di Turchia, battendo ai tiri di rigore il Galatasaray allo Stadio municipale metropolitano di Konya. Grazie al successo nella Coppa di Turchia, l'Akhisarspor prese parte alla fase a gironi di Europa League, precisamente nel gruppo J con Krasnodar, Standard Liegi e Siviglia. L'esordio europeo non fu dei migliori, dato che i turchi chiusero all'ultimo posto nel girone con un solo punto ottenuto, grazie allo 0-0 ottenuto nella 6ª giornata contro i belgi dello Standard. La difficile annata 2018-2019, condizionata dall'impegno europeo, vide la squadra di Akhisar navigare in cattive acque in campionato, dove occupò stabilmente l'ultimo posto fino a retrocedere aritmeticamente a due giornate dalla fine del torneo. In Coppa di Turchia la squadra riuscì, tuttavia, a raggiungere nuovamente la finale, dove fu battuta per 3-1 dal Galatasaray dopo essere passata in vantaggio nel secondo tempo.
Nel 2019-2020 la squadra si piazzò quarta in TFF 1. Lig, per poi subire l'eliminazione alle semifinali dei play-off contro il Fatih Karagümrük, sesto classificato nella stagione regolare. Nel 2020-2021 si piazzò penultima in serie cadetta e retrocesse in terza serie, da cui retrocesse in quarta serie al termine dell'annata 2021-2022.

## Colori e simboli
I colori ufficiali dell'Akhisar Belediyespor sono verde e nero, ma la squadra usa anche il giallo. Questi tre colori rappresentano rispettivamente i club da cui ha avuto origine l'Akhisarspor, rispettivamente Güneşspor, Gençlikspor e Doğanspor. Come quarto colore la squadra usa il bianco.
Nel logo del club, che richiama i tre colori sociali, campeggia una palla alata di colore bianco (le ali sono gialle). Al di sopra della palla e al suo interno si legge la scritta "Akhisar" in verde e "Belediyespor" su sfondo nero. Nella parte inferiore compaiono le scritte "Gençlik ve Spor Kulübü" e "1970", sempre in nero.

## Partecipazione ai campionati
- Süper Lig: 2012-2019
- TFF 1. Lig: 2010-2012, 2019-2021
- TFF 2. Lig: 1984-1994, 1995-2001, 2008-2010, 2021-2022
- TFF 3. Lig: 2001-2008, 2022-oggi
- Bölgesel Amatör Lig: 1970-1984, 1994-1995

## Palmarès

### Competizioni nazionali
- Coppa di Turchia: 1

2017-2018
- Supercoppa di Turchia: 1

2018
- TFF 1. Lig: 1

2011-2012

### Altri piazzamenti
- Coppa di Turchia:

Finalista: 2018-2019
- Supercoppa di Turchia:

Finalista: 2019
- TFF 2. Lig:

Secondo posto: 2009-2010

## Statistiche e record

### Statistiche nelle competizioni UEFA
Tabella aggiornata alla fine della stagione 2018-2019.
| Competizione                  | Partecipazioni | G | V | N | P | RF | RS |
| ----------------------------- | -------------- | - | - | - | - | -- | -- |
| Coppa UEFA/UEFA Europa League | 1              | 6 | 0 | 1 | 5 | 4  | 14 |

## Organico

### Rosa 2020-2021
Aggiornata al 2 gennaio 2021.
| N. |                                 | Ruolo | Calciatore         |
| -- | ------------------------------- | ----- | ------------------ |
| 1  | Serbia (bandiera)               | P     | Milan Lukač        |
| 2  | Bosnia ed Erzegovina (bandiera) | D     | Avdija Vršajević   |
| 3  | Turchia (bandiera)              | D     | Alperen Babacan    |
| 4  | Slovenia (bandiera)             | C     | Rajko Rotman       |
| 6  | Turchia (bandiera)              | C     | Bora Yılmaz        |
| 7  | Turchia (bandiera)              | D     | Musa Nizam         |
| 8  | Turchia (bandiera)              | C     | Ali Kaan Güneren   |
| 10 | Turchia (bandiera)              | C     | Çekdar Orhan       |
| 11 | Turchia (bandiera)              | C     | Onurcan Güler      |
| 16 | Turchia (bandiera)              | C     | Hasan Ali Adıgüzel |
| 17 | Turchia (bandiera)              | A     | Bertuğ Bayar       |
| 25 | Turchia (bandiera)              | P     | Batuhan Ataç       |

| N. |                    | Ruolo | Calciatore            |
| -- | ------------------ | ----- | --------------------- |
| 27 | Turchia (bandiera) | D     | Gökmen Aydoğdu        |
| 30 | Turchia (bandiera) | C     | Yavuz Serkan Özbakan  |
| 35 | Turchia (bandiera) | A     | Mert Efe Çölbeyi      |
| 45 | Turchia (bandiera) | P     | Halil Yeral           |
| 48 | Turchia (bandiera) | D     | Halil İbrahim Karavuş |
| 61 | Turchia (bandiera) | D     | Kadir Keleş           |
| 70 | Turchia (bandiera) | D     | Göksu Mutlu           |
| 74 | Turchia (bandiera) | D     | Doğukan Nelik         |
| 87 | Islanda (bandiera) | C     | Elmar Bjarnason       |
| 88 | Turchia (bandiera) | C     | Taha Yalçıner         |
|    | Turchia (bandiera) | P     | Davut Emre Akar       |

### Rose delle stagioni passate
- stagione 2011-2012
- stagione 2013-2014
- stagione 2014-2015